# Dolnja Paka
Dólnja Páka je naselje v Sloveniji.

## Geografija
Povprečna nadmorska višina naselja je 181 m.
Pomembnejša bližnja naselja so: Talčji vrh (1 km), Črnomelj (2,5 km), Otovec (2,5 km) in Črnomelj (3 km).